# Pirtti-Kunnoton
Pirtti-Kunnoton med Kunnottomanluoto och Kallio-Kunnoton är en ö i Finland. Den ligger i Bottenviken och i kommunen Karleby i den ekonomiska regionen  Karleby i landskapet Mellersta Österbotten, i den nordvästra delen av landet. Ön ligger omkring 32 kilometer nordöst om Karleby och omkring 440 kilometer norr om Helsingfors.
Öns area är 3,6 hektar och dess största längd är 460 meter i sydöst-nordvästlig riktning.

## Sammansmälta delöar
- Pirtti-Kunnoton 64°03′01″N 23°34′26″Ö / 64.05041°N 23.57383°Ö
- Kunnottomanluoto 64°03′05″N 23°34′35″Ö / 64.05125°N 23.57646°Ö
- Kallio-Kunnoton 64°02′55″N 23°34′35″Ö / 64.04864°N 23.57646°Ö